# Cottus perifretum
Cottus perifretum és una espècie de peix pertanyent a la família dels còtids.

## Descripció
- Fa 8,7 cm de llargària màxima.[1]

## Alimentació
Menja una gran varietat d'invertebrats bentònics.

## Hàbitat
És un peix d'aigua dolça, bentopelàgic i de clima temperat.

## Distribució geogràfica
Es troba a Europa: la Gran Bretanya, Bèlgica, França, Alemanya i els Països Baixos.

## Longevitat
La seua esperança de vida és de 6 anys.

## Observacions
És inofensiu per als humans.